# Comuna de Korczew
Korczew (polaco: Gmina Korczew) é uma gminy (comuna) na Polónia, na voivodia de Mazóvia e no condado de Siedlecki. A sede do condado é a cidade de Korczew.
De acordo com os censos de 2004, a comuna tem 3043 habitantes, com uma densidade 28,9 hab/km².

## Área
Estende-se por uma área de 105,14 km², incluindo:
- área agricola: 67%
- área florestal: 24%

## Demografia
Dados de 30 de Junho 2004:
|                      | Total   | Total | Mulheres | Mulheres | Homens  | Homens |
| -------------------- | ------- | ----- | -------- | -------- | ------- | ------ |
|                      | pessoas | %     | pessoas  | %        | pessoas | %      |
| População            | 3043    | 100   | 1516     | 49,8     | 1527    | 50,2   |
| Densidade (pop./km²) | 28,9    | 100   | 14,4     | 14,4     | 14,5    | 14,5   |

De acordo com dados de 2002, o rendimento médio per capita ascendia a 1318,66 zł.

## Comunas vizinhas
- Drohiczyn, Paprotnia, Platerów, Przesmyki, Repki